# Плазмова газифікація
Плазмова газифікація — це екстремальний термічний процес із використанням плазми, яка перетворює органічну речовину на синтетичний газ (синтез-газ), який переважно складається з водню та монооксиду вуглецю. Плазмовий пальник, що живиться від електричної дуги, використовується для іонізації газу та каталізації органічних речовин у синтетичний газ, при цьому шлакзалишається як побічний продукт. Плазмова газифікація використовується в комерційних цілях як форма переробки відходів і був випробуваний для газифікації палива, отриманого зі сміття, біомаси, промислових відходів, небезпечних відходів і твердих вуглеводнів, таких як вугілля, нафтові піски, нафтовий кокс і горючі сланці.